# Koripallon miesten SM-sarjakausi 1992-1993
La Koripallon miesten SM-sarjakausi 1992-1993 è stata la 53ª edizione del massimo campionato finlandese di pallacanestro maschile. La vittoria finale è stata ad appannaggio del KTP-Basket.

## Risultati

### Stagione regolare
|     | Squadra           | G  | V  | P  | PF   | PS   | Pt. | Qualificazione                  |
| --- | ----------------- | -- | -- | -- | ---- | ---- | --- | ------------------------------- |
| 1.  | KTP-Basket        | 18 | 17 | 1  | 1716 | 1477 | 34  | girone finale                   |
| 2.  | HoNsU             | 18 | 12 | 6  | 1671 | 1464 | 24  | girone finale                   |
| 3.  | ToPo Helsinki     | 18 | 11 | 7  | 1584 | 1550 | 22  | girone finale                   |
| 4.  | Pantterit         | 18 | 10 | 8  | 1569 | 1507 | 20  | girone finale                   |
| 5.  | Helsingin NMKY    | 18 | 9  | 9  | 1519 | 1492 | 18  | girone finale                   |
| 6.  | UU-Korihait       | 18 | 9  | 9  | 1601 | 1674 | 18  | girone finale                   |
| 7.  | Forssan Koripojat | 18 | 7  | 11 | 1492 | 1530 | 14  | girone finale                   |
| 8.  | Namika Lahti      | 18 | 6  | 12 | 1515 | 1588 | 12  | girone finale                   |
| 9.  | Espoon Honka      | 18 | 5  | 13 | 1426 | 1551 | 10  | girone promozione/retrocessione |
| 10. | Turun NMKY        | 18 | 4  | 14 | 1419 | 1679 | 8   | girone promozione/retrocessione |

### Girone finale
|    | Squadra           | G  | V  | P  | PF   | PS   | Pt. | Qualificazione |
| -- | ----------------- | -- | -- | -- | ---- | ---- | --- | -------------- |
| 1. | KTP-Basket        | 32 | 25 | 7  | 3027 | 2758 | 50  | playoff        |
| 2. | HoNsU             | 32 | 23 | 9  | 2988 | 2605 | 46  | playoff        |
| 3. | ToPo Helsinki     | 32 | 19 | 13 | 2930 | 2913 | 38  | playoff        |
| 4. | UU-Korihait       | 32 | 17 | 15 | 2875 | 2948 | 34  | playoff        |
| 5. | Helsingin NMKY    | 32 | 16 | 16 | 2667 | 2688 | 32  |                |
| 6. | Pantterit         | 32 | 14 | 18 | 2818 | 2821 | 28  |                |
| 7. | Namika Lahti      | 32 | 14 | 18 | 2718 | 2734 | 28  |                |
| 8. | Forssan Koripojat | 32 | 9  | 23 | 2707 | 2878 | 18  |                |

## Playoff
|  | Semifinali | Semifinali    | Semifinali |               |    | Finale     | Finale | Finale |  |
|  |            |               |            |               |    |            |        |        |  |
|  | 1.         | KTP-Basket    | 3          |               |    |            |        |        |  |
|  | 1.         | KTP-Basket    | 3          |               |    |            |        |        |  |
|  | 4.         | UU-Korihait   | 1          |               |    |            |        |        |  |
|  | 4.         | UU-Korihait   | 1          |               | 1. | KTP-Basket | 3      |        |  |
|  |            |               |            |               | 1. | KTP-Basket | 3      |        |  |
|  |            |               | 3.         | ToPo Helsinki | 0  |            |        |        |  |
|  | 2.         | HoNsU         | 3.         | ToPo Helsinki | 0  | 1          |        |        |  |
|  | 2.         | HoNsU         |            |               |    |            |        |        |  |
|  | 3.         | ToPo Helsinki | 3          |               |    |            |        |        |  |

| Koripallon miesten SM-sarjakausi 1992-1993 |
| ------------------------------------------ |
| KTP-Basket 5º titolo                       |

## Premi e riconoscimenti
- MVP stagione regolare:  Kari-Pekka Klinga, ToPo Helsinki
- Allenatore dell'anno:  Kari Liimo, KTP-Basket
- Miglior giovane:  Peter Muhonen, Espoon Honka
- Sesto uomo:  Jyri Lehtonen, HoNsU
- Giocatore più migliorato:  Markku Larkio, Namika Lahti
- Miglior arbitro:  Jorma Ovaska